# 苍城镇
苍城镇，是中华人民共和国广东省江门市开平市下辖的一个乡镇级行政单位。 明代至一九四九年，蒼城镇是開平縣縣城，著名古蹟有開平學宫，開平文塔等。地处开平市西北部，东邻月山镇，南接马冈镇，西连龙胜镇，北与鹤山市宅梧镇相连。

## 行政区划
苍城镇下辖以下地区：
苍城圩社区、大罗村、联和村、联兴村、新村、城东村、旺岗村、附城村、下湾村、六合村、楼田村、城西村和潭碧村。